# Perú (La Pampa)
Perú é um município da província de La Pampa, na Argentina.